# 비연결형 통신
비연결형 통신(Connectionless communication, CL 모드 통신이라고도 함)은 패킷 교환 네트워크에서 사용되는 데이터 전송 방식으로, 흔히 데이터그램이라고 불리는 데이터 패킷을 사용한다. 각 데이터 패킷은 연결 지향 통신처럼 미리 정해진 고정 데이터 채널의 설정 정보가 아닌, 각 패킷에 포함된 정보를 기반으로 개별적으로 주소 지정되고 라우팅된다. 비연결형 프로토콜은 일반적으로 무상태 프로토콜로 설명되며, 인터넷 프로토콜(IP)과 사용자 데이터그램 프로토콜(UDP)이 그 예이다.

## 속성
두 네트워크 엔드포인트 간의 비연결형 통신에서는 사전 설정 없이 한 엔드포인트에서 다른 엔드포인트로 메시지를 전송할 수 있다. 통신의 한쪽 끝에 있는 장치는 수신자가 데이터를 수신할 수 있는지 먼저 확인하지 않고 다른 엔드포인트로 주소 지정된 데이터를 전송한다. 일부 프로토콜은 재전송을 요청하여 오류 수정을 허용한다.
비연결형 프로토콜은 엔드포인트가 메시지 교환 "대화"에서 자신의 위치를 기억할 프로토콜 정의 방식이 없기 때문에 무상태 프로토콜이다. 연결 지향 통신보다 오버헤드가 낮다. 연결 지향 통신에서는 통신하는 피어가 사용자 데이터 교환에 앞서 대화에서 논리적 또는 물리적 데이터 채널이나 연결을 먼저 설정해야 하기 때문이다. 연결 지향 통신은 동일한 데이터를 단일 전송으로 여러 수신자에게 전송하는 멀티캐스트 및 브로드캐스트 작업을 허용한다.
비연결형 전송에서는 서비스 제공자가 일반적으로 패킷 손실, 오류 삽입, 오전송, 중복 또는 순서 위반이 전혀 발생하지 않을 것이라고 보장할 수 없다. 그러나 애플리케이션 프로토콜 내에서 오류 정정을 구현하면 오류의 영향을 줄일 수 있다.
비연결형 모드에서는 동일한 두 피어 간에 여러 데이터 단위를 전송할 때 최적화할 기회가 적는다. 이러한 데이터 교환 시작 시 연결을 설정하면 네트워크 경로에 있는 구성 요소(라우터, 브리지)가 라우팅 관련 정보를 미리 계산(캐시)하여 모든 패킷에 대한 재계산을 방지할 수 있다. 연결 지향 통신에서 네트워크 구성 요소는 예를 들어 비디오 다운로드의 후속 데이터 단위 전송을 위해 용량을 예약할 수도 있다.